# Commerce (Texas)
Commerce város az USA Texas államában, Hunt megyében. Lakosainak száma 9090 fő (2020. április 1.).

## Népesség
A település népességének változása:

| 2010 | 8 078 |
| 2020 | 9 090 |